# 塔氏單棘魨
塔氏單棘魨，為輻鰭魚綱魨形目鱗魨亞目單棘魨科的其中一種，為溫帶海水魚，分布於西大西洋區，從美國北卡羅萊那州至安地列斯群島海域，棲息深度2-50公尺，體長可達10公分，棲息在沙石底質水域，隨柳珊瑚漂浮，以藻類及無脊椎動物為食，生活習性不明。